# آزمایش لنز گرانشی نوری
آزمایش لنز گرانشی نوری (انگلیسی: Optical Gravitational Lensing Experiment) یا (OGLE) یک پروژهٔ اخترشناسی لهستانی مستقر در دانشگاه ورشو است که یک بررسی بلندمدت تغییرپذیری آسمان (۱۹۹۲–اکنون) را اجرا می‌کند. اهداف اصلی این پروژه شناسایی و طبقه‌بندی ستارگان متغیر (در حال تپش و خورشید گرفتگی)، کشف رویدادهای میکرولنزینگ، نواخته‌های کوتوله و مطالعات ساختار کهکشان و ابرهای ماژلانی است. از زمانی که این پروژه در سال ۱۹۹۲ آغاز شد، تعداد زیادی از سیاره‌های فراخورشیدی را به همراه نخستین سیاره کشف شده با استفاده از روش گذر (OGLE-TR-56b) و میکرولنزینگ گرانشی کشف کرد. این پروژه از زمان آغاز به کار توسط پروفسور آندری اودالسکی هدایت شده‌است.

## شرح پروژه
به دلیل تعداد زیادی از ستاره‌های مداخله‌گر که می‌توانند برای میکرولنز در طول گذر ستاره‌ای مورد استفاده قرار گیرند، اهداف اصلی این آزمایش، ابرهای ماژلانی و برآمدگی کهکشانی هستند. بیشتر مشاهدات در رصدخانه لاس کامپاناس در شیلی انجام شده‌است. مؤسسات همکاری شامل دانشگاه پرینستون و بنیاد کارنگی است.
این پروژه هم‌اکنون در مرحلهٔ چهارم خود قرار دارد. فاز اول، OGLE-I (1992-1995) از تلسکوپ ۱٫۰ متری (۳ فوت ۳ اینچ) Swope و یک سنسور CCD تک تراشه استفاده کرد. برای OGLE-II (1996-2000)، یک تلسکوپ ۱٫۳ متری (۴ فوت ۳ اینچ) اختصاص داده شده به پروژه (تلسکوپ ورشو) در رصدخانه لاس کامپاناس ساخته شد.